# Marantz
Marantz é uma empresa japonesa que desenvolve e vende dispositivos de áudio mid-end e high-end.
O primeiro produto da empresa foi desenvolvido por Saul B. Marantz, em sua casa em Nova Iorque, no bairro de Kew Gardens. A empresa teve uma grande influência no desenvolvimento de sistemas de áudio de alta fidelidade, e atingiu o ponto alto do seu sucesso em meados dos anos 70.
Durante a década de 1980, enquanto sob propriedade da Philips, pioneira na tecnologia de discos compactos, Marantz construiu alguns leitores de CD, sendo alguns muito bem recebido, porém outros produtos da linha não foram tão bem sucedidos como no passado. A partir da década de 1990, Marantz passa a se concentrar sobre os componentes mais sofisticados.